# Devi Mahatmya
Devi Mahatmya (Devi Mahatmyam = „slava Božice”; sanskrt devīmāhātmyam, देवीमाहात्म्यम्) hinduistički je tekst koji opisuje žensko božanstvo (Devi) kao vrhovno biće i stvoriteljicu svemira, a dio je teksta naziva Markandeya Purana, sastavljenog na sanskrtu 400. – 600. poslije nove ere. Druga imena teksta Devi Mahatmya su Durgā Saptashatī (दुर्गासप्तशती) i Caṇḍī Pāṭha (चण्डीपाठः). Tekst ima 13 poglavlja te ga se smatra jednim od najvažnijih tekstova u šaktizmu (hinduistička sekta koja slavi Šakti kao vrhovno biće). Druga dva teksta iznimno bitna šaktistima su Devi-Bhagavata Purana i Devi Upanishad.
U tekstu je opisana borba dobra i zla — Božica se pojavljuje kao strašna i bijesna Durga, koja se bori s asurom („demon”) zvanim Mahishasura te ga pobjeđuje. Nadalje, isti tekst kaže da se Devi u razdoblju mira pojavljuje kao Lakšmi, koja donosi bogatstvo. Filozofija ovog teksta, vrlo popularnog na istoku Indije, je ta da je Brahman (apsolutna stvarnost) žena.

## Pogledajte također
- Devīsūkta — himna Božici
- Chandi di Var